# Eddie's Archive
Eddie's Archive è la quinta raccolta del gruppo musicale britannico Iron Maiden, pubblicata il 4 novembre 2002 dalla EMI.

## Descrizione
Il cofanetto, uno scrigno in ferro con stampata in rilievo la faccia di Eddie the Head, è costituito da tre album (due dal vivo e una raccolta), l'albero genealogico del gruppo (aggiornato rispetto a quello inserito nell'album A Real Dead One), un cicchetto, un poster e altri gadget.

## Pubblicazione
Eddie's Archive venne pubblicato in edizione limitata, con l'albero genealogico numerato. Tuttavia, a causa della grande richiesta, il box set fu ripubblicato con un colore interno differente (rosso anziché blu) e con l'albero genealogico non numerato, al fine di mantenere il valore della versione originale.

## Tracce

### BBC Archives
CD 1
- Friday Rock Show Session (1979)

1. Iron Maiden – 3:45
2. Transylvania – 4:02
3. Running Free – 3:10
4. Sanctuary – 3:44

- Reading Festival (1982)

1. Wrathchild – 3:31
2. Run to the Hills – 5:35
3. Children of the Damned – 4:48
4. The Number of the Beast – 5:28
5. 22 Acacia Avenue – 6:36
6. Transylvania – 6:20
7. The Prisoner – 5:50
8. Hallowed Be Thy Name – 7:37
9. Phantom of the Opera – 7:02
10. Iron Maiden – 4:57

CD 2
- Reading Festival (1980)

1. Prowler – 4:26
2. Remember Tomorrow – 5:59
3. Killers – 4:43
4. Running Free – 3:52
5. Transylvania – 4:49
6. Iron Maiden – 4:56

- Monsters of Rock, Donington (1988)

1. Moonchild – 5:43
2. Wrathchild – 3:00
3. Infinite Dreams – 5:51
4. The Trooper – 4:04
5. Seventh Son of a Seventh Son – 10:26
6. The Number of the Beast – 4:42
7. Hallowed Be Thy Name – 7:09
8. Iron Maiden – 6:01

### Beast over Hammersmith
CD 1
1. Murders in the Rue Morgue – 4:32
2. Wrathchild – 3:30
3. Run to the Hills – 4:19
4. Children of the Damned – 4:38
5. The Number of the Beast – 5:07
6. Another Life – 3:44
7. Killers – 5:47
8. 22 Acacia Avenue – 6:55
9. Total Eclipse – 4:14

CD 2
1. Transylvania – 5:50
2. The Prisoner – 5:48
3. Hallowed Be Thy Name – 7:31
4. Phantom of the Opera – 6:53
5. Iron Maiden – 4:20
6. Sanctuary – 4:12
7. Drifter – 9:18
8. Running Free – 3:44
9. Prowler – 5:00

### Best of the 'B' Sides
CD 1
1. Burning Ambition – 2:42 (Steve Harris)
2. Drifter (Live) – 6:03 (Steve Harris, Paul Di'Anno)
3. Invasion – 2:39 (Steve Harris)
4. Remember Tomorrow (Live) – 5:28 (Steve Harris, Paul Di'Anno)
5. I've Got The Fire – 2:39 (Montrose)
6. Cross-Eyed Mary – 3:55 (Ian Anderson)
7. Rainbow's Gold – 4:59 (Slesser, Mountain)
8. King of Twilight – 4:53 (Nektar)
9. Reach Out – 3:32 (Colwell)
10. That Girl – 5:05 (Barnett, Goldsworth, Jupp)
11. Juanita – 3:47 (Barnacle, O'Neill)
12. Sheriff of Huddersfield – 3:35 (Iron Maiden)
13. Black Bart Blues – 6:40 (Steve Harris, Bruce Dickinson)
14. Prowler '88 – 4:09 (Steve Harris)
15. Charlotte the Harlot '88 – 4:12 (Dave Murray)

CD 2
1. All in Your Mind – 4:31 (Bromham)
2. Kill Me ce soir – 6:17 (Koymans, Hay, Fenton)
3. I'm a Mover – 3:28 (Fraser, Rogers)
4. Communication Breakdown – 2:42 (Jimmy Page, John Paul Jones, John Bonham)
5. Nodding Donkey Blues – 3:17 (Steve Harris, Bruce Dickinson, Dave Murray, Nick McBrain, Janick Gers)
6. Space Station N°5 – 3:47 (Montrose, Sammy Hagar)
7. I Can't See My Feelings – 3:49 (Burke Shelley, Tony Bourge)
8. Roll Over Vic Vella – 4:49 (Chuck Berry)
9. Justice of the Peace – 3:33 (Steve Harris, Dave Murray)
10. Judgement Day – 4:03 (Blaze Bayley, Janick Gers)
11. My Generation – 3:37 (Pete Townshend)
12. Doctor, Doctor – 4:50 (Schencker, Mogg)
13. Blood on the World's Hands (Live) – 6:06 (Steve Harris)
14. The Aftermath (Live) – 6:45 (Steve Harris)
15. Futureal (Live) – 3:00 (Blaze Bayley, Steve Harris)
16. Wasted Years '99 (Live) – 5:07 (Adrian Smith)